# Мехмет Ашик
Мехмед Ашик, Мехмед бин Омер бин Баязид бин Ашик (тур.Âşık Mehmet Bın Ömer; 1555 — 1598? или 1613?) — османский географ и путешественник.

## Труды
Его обширная книга «Меназир аль-Авалим», составленная в 1580 году, ценна как компиляция переводов ранних арабских географических трудов ибн Хурдазбеха, ибн аль-Джавзи Якута, Казвини, Хамдулы Мустауфи и ибн аль-Язди с дополнениями, которые, по-видимому, основаны на собственных путешествиях автора по Анатолии, Румелии и Венгрии.
«Меназир аль-Авалим» составлена в 2 томах, из которых первый посвящён «миру горнему», небесам и небесным телам, а второй — земле и её обитателям. Автор останавливается также на минералах, растениях и животных.